# Porphyrinia agnella
Porphyrinia agnella là một loài bướm đêm trong họ Noctuidae.